# Oberelldorf
Oberelldorf ist ein Gemeindeteil der oberfränkischen Stadt Seßlach im Landkreis Coburg.

## Geschichte
Eine urkundliche Erwähnung stammt vom 13. Januar 1310, als der Bischof von Würzburg Andreas von Gundelfingen dem Kloster Langheim den Heuzehnt in „ville Ineltorff“ schenkte. Im 14. Jahrhundert ging der Ort vom Hochstift Würzburg an die Herren von Lichtenstein über. Im 15. Jahrhundert hatte das Klosteramt Tambach ganz Oberelldorf in seinen Besitz gebracht. Der Ort gehörte damit zu den freien Mönchsdörfern des Klosteramtes.
1801 hatte der Ort ein Gemeindehirtenhaus, ein Gemeindebrauhaus und 18 andere mit Haus und Stadel bebaute Güter. 1803 wurde als territorialer Teil des Hochstifts Bamberg das Kloster Langheim und damit auch dessen Klosteramt Tambach säkularisiert und Teil des Kurfürstentums Bayern. Im Januar 1806 nahm Graf Joseph Carl die Tambacher Lande als reichsunmittelbare Grafschaft Ortenburg-Tambach in Besitz. Im Oktober 1806 wurde die Grafschaft mediatisiert. Von Dezember 1806 bis 1814 gehörte Oberelldorf als Teil des Tambacher Landes zum Großherzogtum Würzburg. Nach dessen Auflösung wurde das Herrschaftsgericht Tambach dem Mainkreis zugeordnet. 1862 erfolgte die Eingliederung Oberelldorfs in das neu geschaffene bayerische Bezirksamt Staffelstein.
1875 hatte das Dorf 138 Einwohner, 67 Gebäude und 24 Wohnhäuser. 1925 wohnten 114 Personen in 27 Wohnhäusern. 110 Personen waren römisch-katholisch und 4 evangelisch-lutherisch. Am 1. Juli 1972 wurde der Landkreis Staffelstein aufgelöst. Seitdem gehört Oberelldorf zum Landkreis Coburg. Im Zuge der bayerischen Gebietsreform verlor Oberelldorf am 1. Mai 1975 seine Selbstständigkeit als Gemeinde und wurde ein Gemeindeteil der Stadt Seßlach.

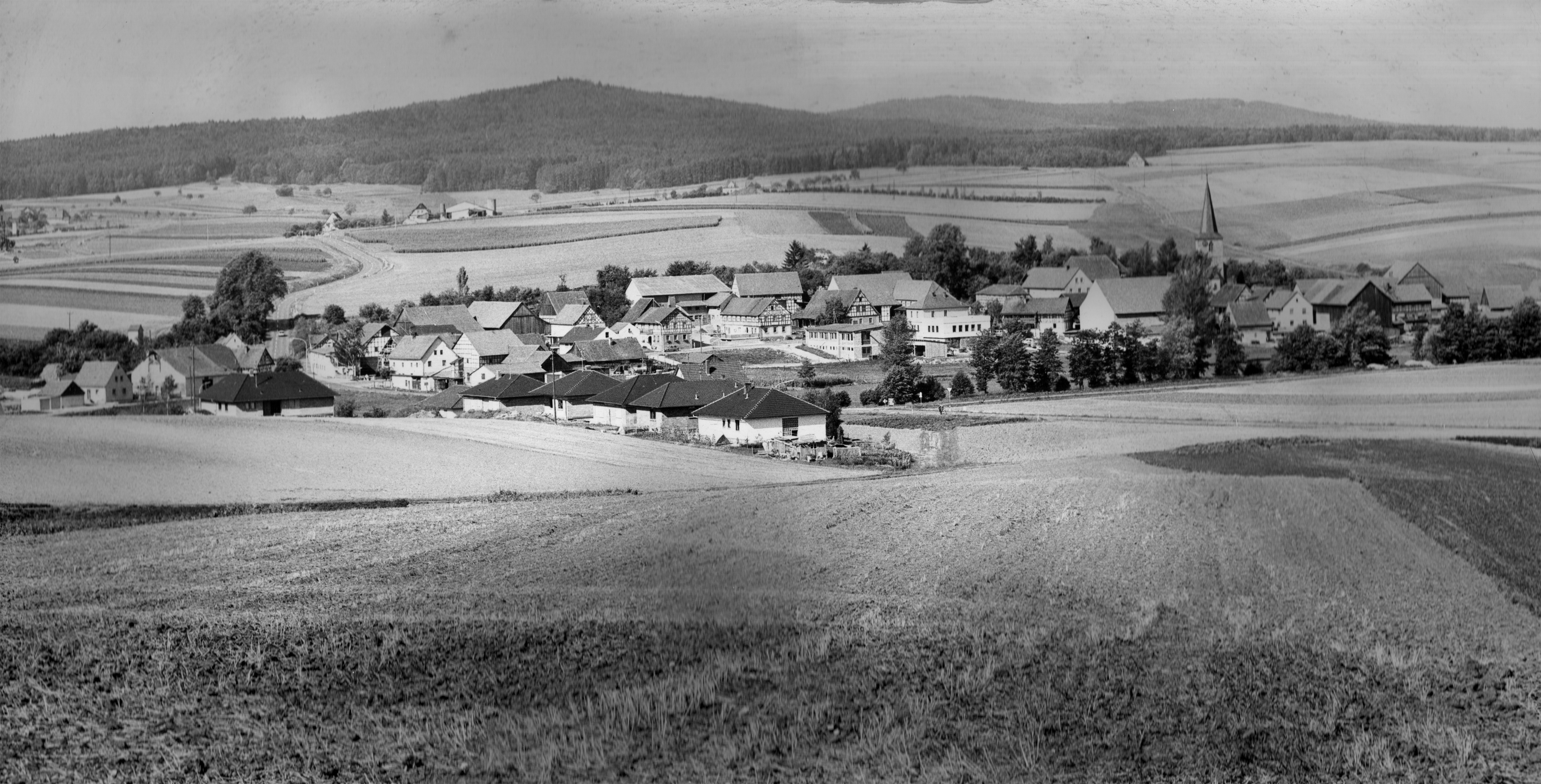
Panorama aus den 1970er Jahren

## Einwohnerentwicklung

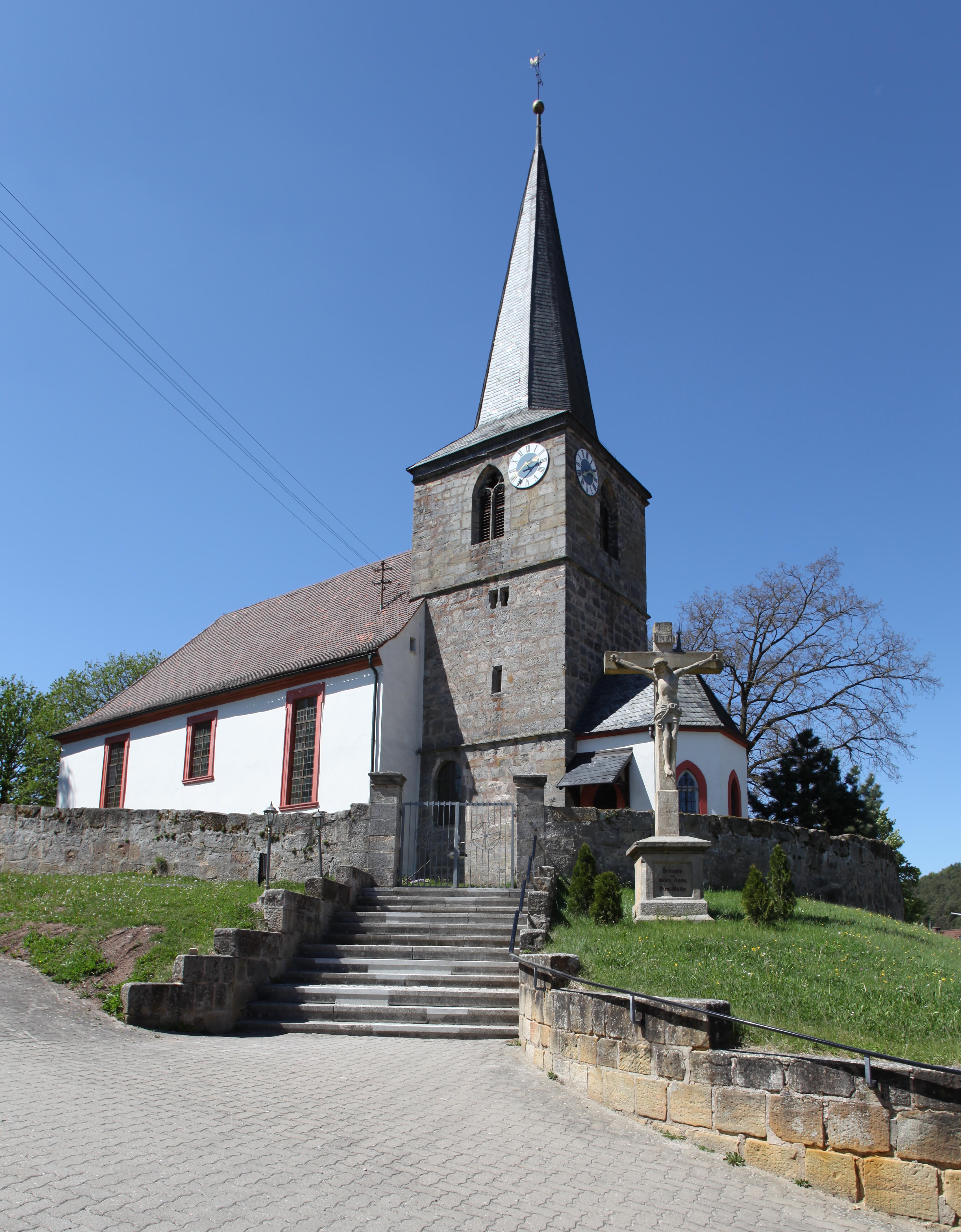
Katholische Filialkirche St. Nikolaus

| Jahr | Einwohnerzahl |
| ---- | ------------- |
| 1875 | 00000138      |
| 1900 | 00000106      |
| 1925 | 00000114      |
| 1950 | 00000172      |
| 1970 | 00000137      |
| 1987 | 00000132      |
| 2015 | 00000142      |
| 2025 | 000000138     |

## Sehenswürdigkeiten
Die katholische Filialkirche St. Nikolaus entstand in ihrer aktuellen Form zwischen 1710 und 1720. Der Baukern der Chorturmkirche stammt aus dem 14./15. Jahrhundert. Sie hat einen neugotischen Hochaltar.
In der Bayerischen Denkmalliste sind 14 Baudenkmäler aufgeführt.